# Piet de Jong

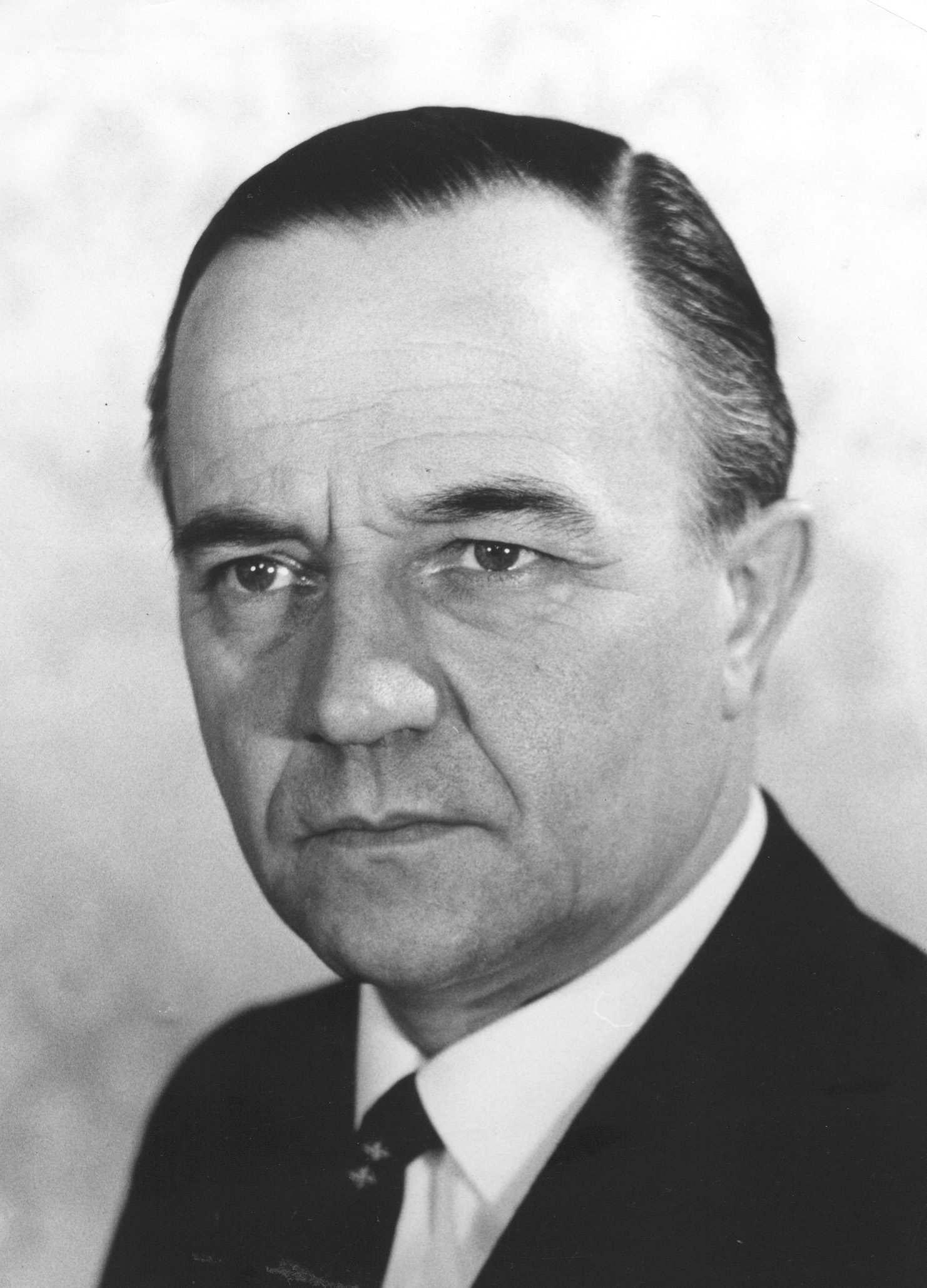
Piet de Jong (1970)

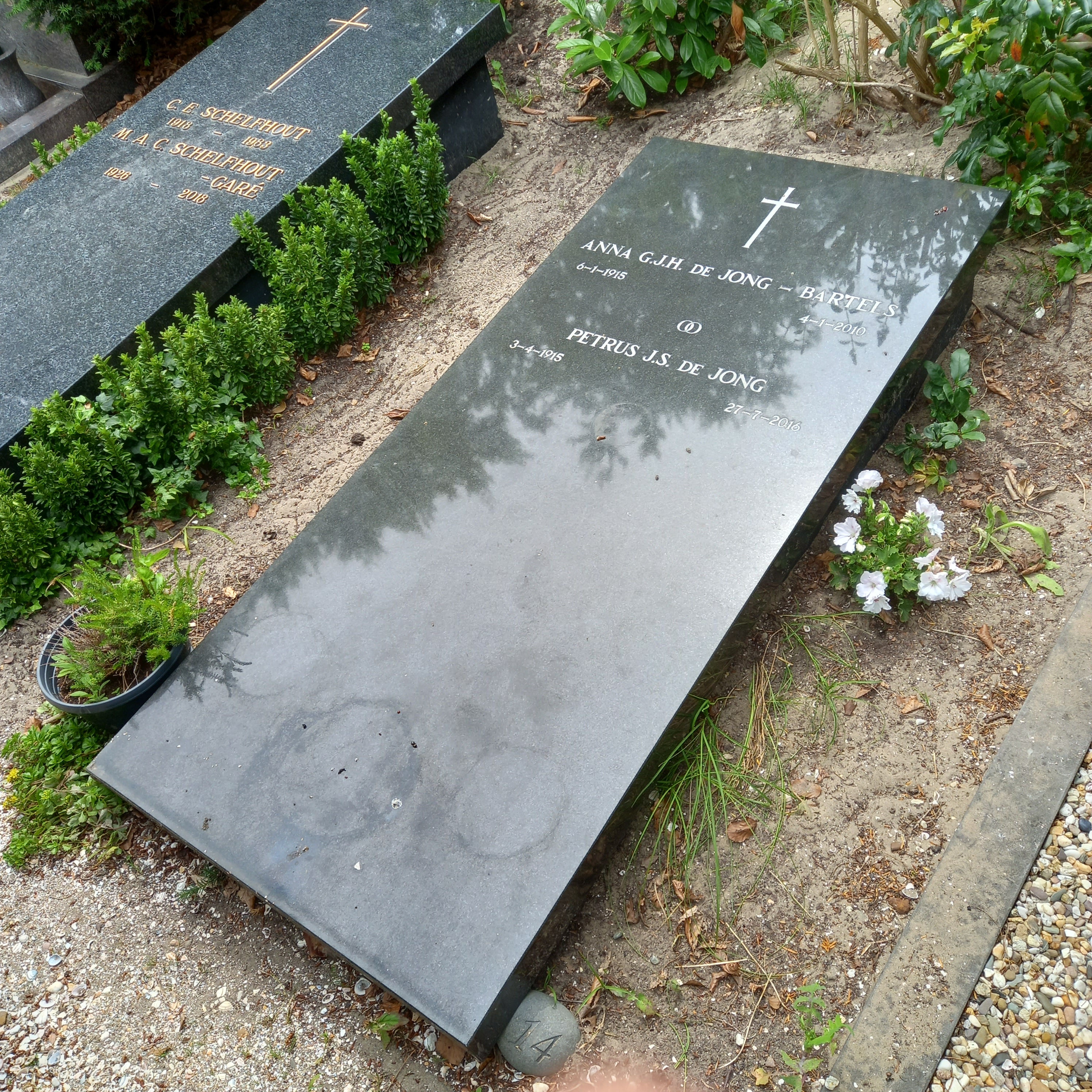
Das Grab von Piet de Jong und seiner Ehefrau Anna de Jong-Bartels auf dem katholischen Friedhof St. Petrus Banden in Den Haag

Petrus Josef Sietze „Piet“ de Jong LVO, (['pit də 'jɔŋ] * 3. April 1915 in Apeldoorn; † 27. Juli 2016 in Den Haag) war ein niederländischer Marineoffizier und Politiker der Katholieke Volkspartij (KVP) und von 1967 bis 1971 niederländischer Ministerpräsident.

## Leben
Piet de Jong wurde als Sohn des Lokomotivschlossers Joännes de Jong (1878–1931) und seiner Ehefrau Gijsberta Adriana Schouten geboren und im katholischen Glauben erzogen.

### Marineoffizier
Nach Abschluss der Hogereburgerschool (in etwa der Realschule in Deutschland entsprechend) trat De Jong als 16-Jähriger in die Koninklijke Marine (Königlich Niederländische Marine) ein und absolvierte die Ausbildung am Koninklijk Instituut voor de Marine in Den Helder. Von 1935 bis 1947 tat er Dienst auf U-Booten, beim Einfall der Wehrmacht in die Niederlande auf der Hr.Ms. O 24. Am 13. April 1940 entkam die O 24 dem Zugriff der deutschen Truppen nach England. De Jong war stellvertretender Kommandant, dann, vom 25. Oktober 1944 bis zum 8. April 1946, Kommandant der O 24. Die O 24 versenkte im Mittelmeer vier italienische und – ab 1942, von einer Basis in Colombo aus – in der Javasee drei japanische Schiffe. Damit war es – nach der O 21 – das zweiterfolgsreichste niederländische U-Boot im Zweiten Weltkrieg; De Jong wurde mit dem Distinguished Service Cross ausgezeichnet.
1947 wurde De Jong zum Marinestab im Kriegs- und Marineministerium (Ministerie van Oorlog en Marine) abgeordnet. 1948 wurde er Aide-de-camp des Kriegs- und Marineministers Wim Schokking.
Von 1951 bis 1952 kommandierte er die Fregatte Hr.Ms. De Zeeuw. 1952 wurde er zum Stab des im selben Jahr aufgestellten NATO-Kommandos Allied Commander-in-Chief Channel (ACCHAN) in Portsmouth abgeordnet. 1955 wurde er zum Stabschef des Generalinspekteurs der Marine, Prinz Bernhard, ernannt. Zudem war er Aide-de-camp von Königin Juliana. 1958 folgte wieder ein Flottenkommando im Rang eines Kapitäns zur See (Kapitein-ter-zee): De Jong wurde Kommandant des U-Boot-Jägers Hr.Ms. Gelderland.

### Politisches Wirken
1959 suchte die Katholieke Volkspartij, bei der das Präsentationsrecht lag, einen Nachfolger für den Staatssekretär für Verteidigung und Marineangelegenheiten, Hendricus Cornelis Willem (Harry) Moorman, und bot De Jong das Amt an. Rückblickend sagte er über seinen – nach 28 Jahren als Marineoffizier – unerwarteten Einstieg in die Politik: „Ich bin eher zufällig hineingeraten. Es gab damals nicht viele katholische Marineoffiziere. Obwohl ich der KVP nicht angehörte, stieß man auf mich, als man die Liste durchging.“ De Jong sagte zu und wurde am 27. Juni 1959 Staatssekretär im Kabinett De Quay. 1963 wurde er als Nachfolger von Sim Visser Verteidigungsminister im Kabinett Marijnen (1963–1965). Er behielt dieses Amt auch in den Kabinetten Cals (1965–1966) und Zijlstra (1966–1967). Energisch ging er die Neugliederung der Niederländischen Streitkräfte (Nederlandse krijgsmacht) an, die er auf die Erfordernisse der Strategie und auf die Strukturen des NATO-Bündnisses ausrichtete. Seine Kritiker hielten ihm vor, dass er damit die Niederlande der Fähigkeit beraube, selbständig Krieg zu führen. Im Parlament wurde deshalb der Antrag eingebracht, sein Ministergehalt symbolisch um einen Gulden zu kürzen und den eingesparten Betrag besser der Armee zukommen zu lassen. De Jong erinnerte seine Kritiker daran, dass das Gouden Eeuw und damit die Zeit der niederländischen Militärmacht vorbei sei, und setzte die Verkürzung der Dauer der Wehrpflicht von 22 auf 18 Monate durch.
Vom 5. April 1967 bis zum 6. Juli 1971 war De Jong niederländischer Ministerpräsident. Es war auch in den Niederlanden die Zeit von Studentenunruhen und Protesten der 68er-Bewegung. Er war eine Woche lang, vom 7. bis zum 14. Januar 1970, nach dem Rücktritt Leo de Blocks in Personalunion auch Wirtschaftsminister. Von 1971 bis 1974 war er Fraktionsvorsitzender der KVP in der Ersten Kammer des niederländischen Parlaments.
De Jong galt als Premier als hervorragender Teamleiter und war der erste niederländische Ministerpräsident, der wöchentliche Pressekonferenzen durchführte. In seiner Zeit als Ministerpräsident wurde ein Mindestlohn eingeführt, die Wahlpflicht abgeschafft, die Antibabypille zugelassen, das Scheidungsrecht novelliert und – damit machte de Jong die Niederlande zum Vorreiter – das Ziel vorgegeben, der Entwicklungshilfe 1 % der Wirtschaftsleistung des Landes zukommen zu lassen. In abgeschwächter Form wurde diese Vorgabe 1970 weltweit übernommen, als sich in einem Beschluss der Vereinten Nationen die Industrieländer verpflichten, 0,7 % ihres Bruttonationaleinkommens für die öffentliche Entwicklungshilfe aufzuwenden.

## Ehrungen
Nach dem Ende seiner Ministerpräsidentschaft wurde Piet de Jong das Großkreuz des Orde van Oranje-Nassau verliehen.
Lieutenant des Royal Victorian Order